# Verchnjaja Amga
Verchnjaja Amga (Russisch: Верхняя Амга, Jakoets: Үөһээ Амма; Uöheë Amma, "Boven-Amga") is een plaats (selo) in de gorodskoje poselenieje van de stad Tommot binnen de oeloes Aldanski in de Russische autonome republiek Sacha (Jakoetië). De plaats telde 27 inwoners bij de volkstelling van 2010. Bij het dorp ligt het gelijknamige spoorwegstation Amga.

## Geografie en geschiedenis
De plaats ligt aan de rechteroever van de rivier de Amga, op 181 kilometer ten noordoosten van het oeloescentrum (de stad) Aldan en op 104 kilometer van de stad Tommot. Het dorp ligt aan de binnenzijde van een meander van de Amga.
De plaats ontstond in 1938 als een steunpunt voor de aanleg van de weg tussen Never en Jakoetsk (de A-360 of Lena). Deze weg werd overigens pas voltooid in de jaren 1980. In de jaren 2000 tot 2010 werd de Spoorlijn Amoer-Jakoetsk aangelegd langs de plaats en werd 2 kilometer ten zuiden van het dorp een spoorwegstation gebouwd. Zowel de weg als de spoorweg lopen er met een brug over de Amga.
In het dorp bevinden zich een clubgebouw, basisschool, medische post en enkele winkels en cafés.

## Bevolking
| Bevolkingsontwikkeling tussen 1989 en 2010 |
| ------------------------------------------ |
|                                            |

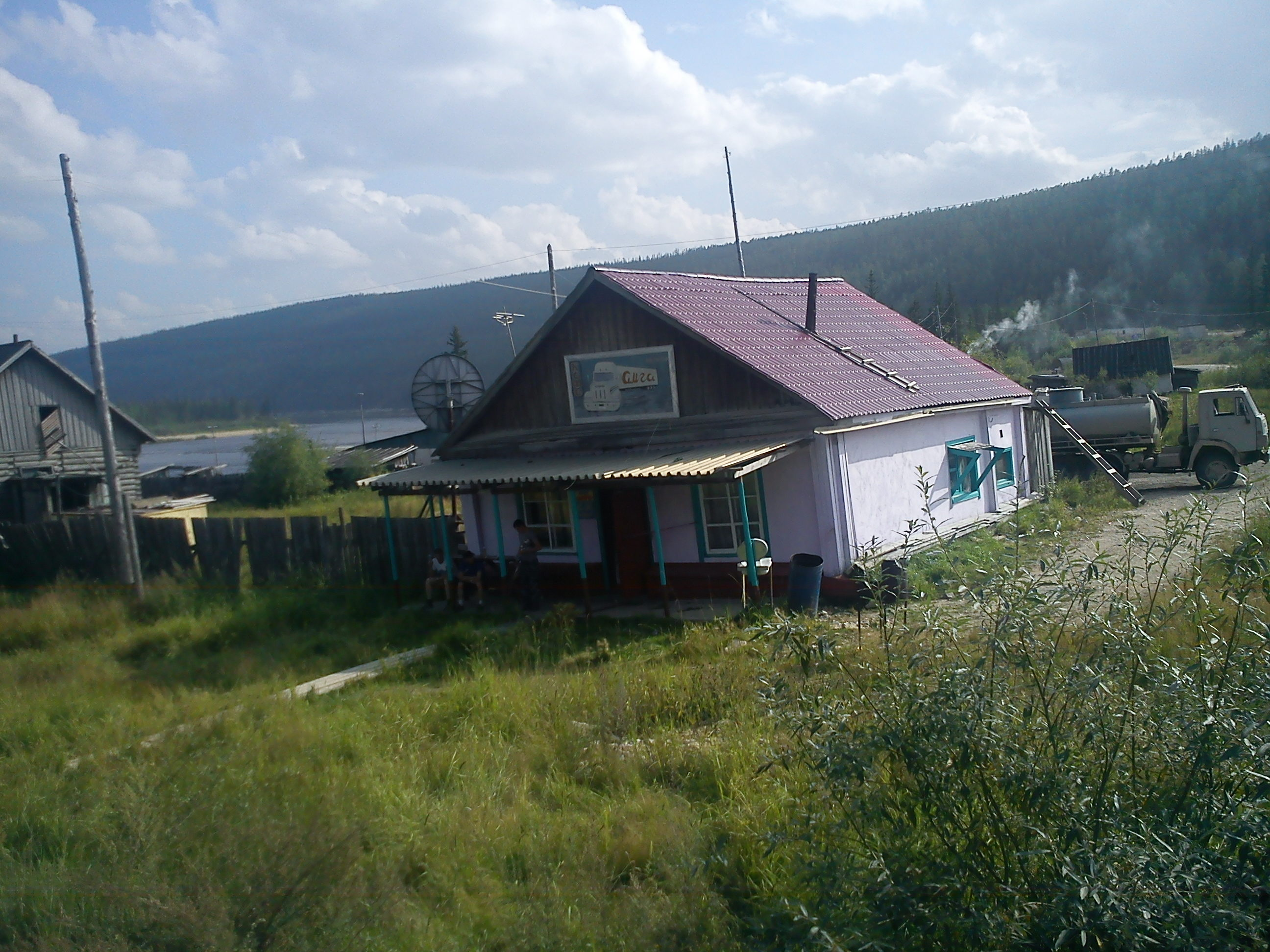
Café in het dorp
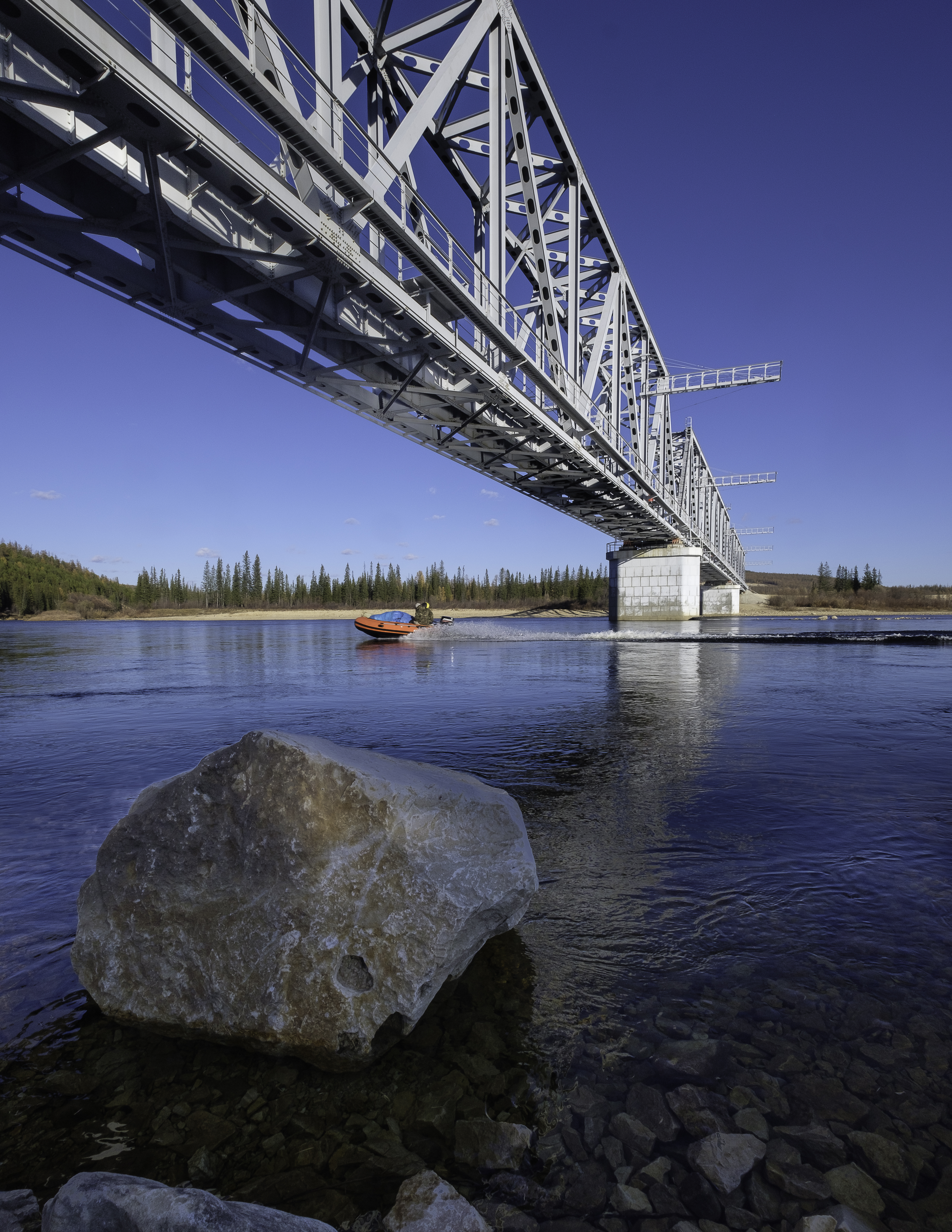
Spoorbrug over de Amga ten noorden van Verchnjaja Amga
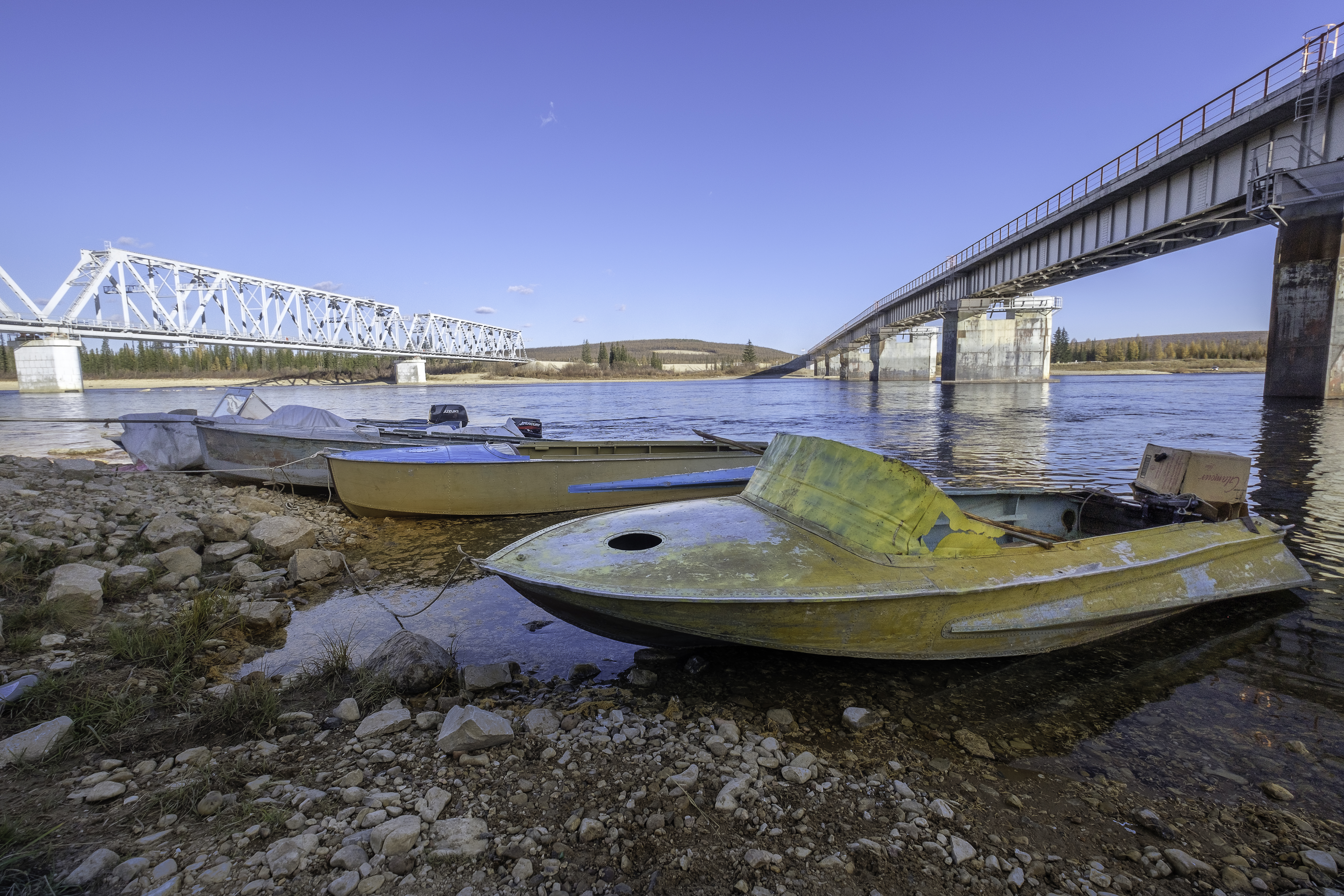
Vissersboten op de oever van de Amga tussen de spoorbrug (links) en de wegbrug (rechts)